# Tanque teleguiado

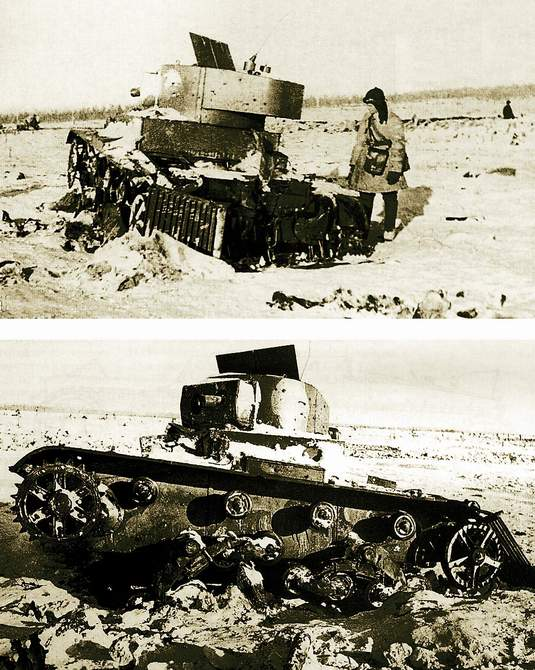
Um T-26 teleguiado utilizado pelo Exército Vermelho, em 1940.

O tanque teleguiado (em russo: Телетанк) foram uma série de tanques modificados para serem guiados à distância, para minimizava as perdas humanas especializadas. 
Poderiam ser equipados com metralhadoras, canhões, lança-chamas ou potes de fumaça, além de carregarem 200-700 quilos de bombas, para destruir posições inimigas, e poderiam ser controlados por outro tanque, a uma distância de 500 ou 1,500 metros.
Os tanques teleguiados foram projetados para carregar também armas químicas, mas estes nunca foram utilizados em combates.
Os modelos que receberam essa modificação foram o T-18, T-26, T-38, BT-5 e BT-7. Caso o tanque fosse capturado pelo inimigo, a bomba era detonada, para evitar o roubo de tal tecnologia.

## Referência
- «Wikipédia - Teletank» (em inglês)